# Monte Verde
Pour les articles homonymes, voir Monteverde.
Monte Verde est un site préhistorique situé au Chili, en Amérique du Sud. Découvert en 1976, Monte Verde est reconnu comme un site pré-Clovis par la majorité de la communauté scientifique. Daté d'au moins 18 000 ans avant le présent (AP), il précède la culture Clovis de plusieurs millénaires. Il a été ajouté en 2004 à la liste indicative du Chili pour une éventuelle inscription au Patrimoine mondial de l'UNESCO.

## Historique
Monte Verde est situé près d’un petit ruisseau, à proximité de l'actuelle ville chilienne de Puerto Montt, dans le sud du Chili, à une cinquantaine de kilomètres de la côte du Pacifique, dans la region des Lacs.
Les premières fouilles, conduites à partir de 1977 par Tom Dillehay, de l’université du Kentucky, chercheur principal sur le site, ont démontré la présence ancienne d'humains ayant vécu là pendant une longue période.
Monte Verde, quoique contesté par des archéologues américains pendant de longues années, a ete le premier site archéologique pré-Clovis à bénéficier de la reconnaissance d’une commission d’investigation en 1997, ce qui finit par mettre un terme au consensus de Clovis. Le site est déclaré Monument historique archéologique du Chili le 25 janvier 2008.

## Monte Verde II

### Description
Après que ses premiers habitants ont déserté Monte Verde, le site a été recouvert par une tourbière saturée d’eau, ce qui a permis une excellente conservation des matières organiques. Le professeur Tom Dillehay y a découvert les fondations de plusieurs abris (12 structures bien préservées), qui étaient constitués d’une ossature de poteaux recouverte de peaux d’animaux ainsi que des piles de bois de construction. Certains des poteaux qui ont été retrouvés portaient encore des fragments des peaux d’animaux originelles.
Les restes d’une quarantaine d'espèces de plantes trouvés sur le site montrent, entre autres, des graines comestibles, des baies, des tiges, des champignons et même des pommes de terre. Certaines de ces plantes, ainsi que des pierres utilisées, avaient été transportées de la côte de l’océan Pacifique jusqu'au site, suggérant, selon Tom Dillehay, un circuit d'échange d'une part, et une forte mobilité des populations, vivant alors dans un climat froid, comparable à l'Arctique pour les Nunavuts, d'autre part. On a également trouvé des restes de plantes non comestibles, qui étaient possiblement utilisées à des fins médicinales.
Des os d'animaux ont été bien préservés. La plupart sont des restes de mastodontes (un cousin de l’éléphant actuel), mais également de camélidés. Un des os avait toujours un morceau de viande attaché.
Des outils de pierre tels que des bifaces et des galets aménagés ont été découverts, plusieurs d’entre eux en forme de feuille de saule. Une grande variété d'objets façonnés en bois ont été trouvés comprenant  bâtons, des lances, et un mortier. Des objets en pierre ont été également récupérés, comprenant des pierres sphériques avec une cannelure encerclant la pierre afin qu’elle soit projetée au moyen d’une fronde, des pointes de lances (comme celles d’El Jobo trouvées à Taima-Taima au Venezuela près d’un os de mastodonte). Fut également mis au jour du quartz et même du bitume (un goudron adhésif).
La meilleure preuve de la présence humaine sur place est la découverte d’une empreinte de pied humain conservée dans l’argile près d’un foyer. Cette empreinte est probablement celle d'un enfant.

### Datation
Les premières datations par le carbone 14 indiquaient une occupation du site de Monte Verde II comprise entre 15 000 et 12 500 ans AP. L'UNESCO retenait en 2004 une ancienneté de 14 800 ans.
Des recherches récentes menées de nouveau par Tom Dillehay, et publiées en 2015, font état d'outils, de résidus de plantes et d'os brulés remontant jusqu'à 18 500 ans AP,,.

## Monte Verde I
À partir de 1997, d’autres fouilles effectuées par Tom Dillehay sur le site de Monte Verde I, près du site initial, ont permis de mettre au jour d’autres outils de pierre, artéfacts et bois brulés. Les analyses au carbone 14 donnent des dates se situant entre 35 000 et 33 000 ans AP.
Pour Mario Pino, géologue à l'université australe du Chili, qui participa aux recherches, il n’y a aucun doute sur les dernières datations effectuées. Néanmoins, ces preuves sont considérées par Tom Dillehay comme trop maigres et discontinues pour avancer quoi que ce soit : « MV-I dated ~33,000 BP and initially defined by scattered occurrences of three clay-lined, possible culturally-produced burned areas and twenty-six stones, at least six of which suggest modification by humans. This prior archaeological evidence from MV-I was too meager and too laterally discontinuous to falsify or verify its archaeological validity ».

## Une colonisation côtière?
Le site de Monte Verde et les preuves paléoécologiques de la capacité de l'environnement côtier à permettre la vie humaine soutiendraient un modèle de « migration côtière ». La datation des surfaces rocheuses et des ossements d'animaux suggère que le couloir côtier aurait été déglacé et serait devenu habitable après 17 000 ans AP. Bien que tester les théories de la migration côtière puisse être difficile en raison de l'élévation du niveau de la mer depuis le dernier maximum glaciaire, les archéologues sont de plus en plus disposés à accepter la possibilité que le peuplement initial des Amériques se soit produit par la côte,.